# Hampus Zackrisson
Karl Hampus Zackrisson (Kinna, 24 agosto 1995) è un calciatore svedese, difensore del Varberg.

## Carriera

### Club
Ha iniziato a giocare a calcio nella locale squadra dello Skene IF, prima di unirsi al settore giovanile dell'IFK Göteborg a partire dal 2009.
Il 13 luglio 2013, subentrando nella sconfitta sul campo del Brommapojkarna, ha disputato la sua prima gara nel campionato di Allsvenskan, la sua unica di quell'anno. Nel frattempo, con la squadra Under-19 ha vinto il titolo nazionale di categoria, battendo in finale i pari età dell'AIK. Avendo ottenuto due contratti semestrali con la prima squadra, nel corso della stagione 2014 ha collezionato altre due presenze. Sul finire del campionato, l'IFK Göteborg ha annunciato che il contratto di Zackrisson non sarebbe stato rinnovato e che quindi il giocatore non avrebbe fatto parte della rosa nella stagione seguente.
L'8 dicembre 2014 è stato annunciato il suo ingaggio triennale – valido a partire dal successivo 1º gennaio – da parte del Degerfors. Presso il nuovo club, Zackrisson è stato schierato perlopiù da  difensore centrale e non da centrocampista, come invece avveniva talvolta a Göteborg. Qui ha disputato tre campionati di Superettan, il secondo livello del calcio svedese, lasciando la squadra al termine della stagione 2017 quando è scaduto il suo contratto.
Nel gennaio del 2018 si è legato al Varberg, altra squadra della seconda serie nazionale. Con 26 presenze nella Superettan 2019, ha fatto parte della rosa che ha conquistato la prima promozione in Allsvenskan nella storia neroverde. Nel 2020 è tornato così a calcare i campi della massima serie, mettendo a referto 24 presenze all'attivo in una stagione conclusa con la salvezza.

### Nazionale
Nel 2013 ha giocato 2 partite con la nazionale svedese Under-19.